# Jasenica (Negotin)
Jasenica (em cirílico:Јасеница) é uma vila da Sérvia localizada no município de Negotin, pertencente ao distrito de Bor, nas regiões de Timočka Krajina e Negotinska Krajina. A sua população era de 581 habitantes segundo o censo de 2002.

## Demografia
| 1948  | 1953  | 1961  | 1971 | 1981 | 1991 | 2002 |
| ----- | ----- | ----- | ---- | ---- | ---- | ---- |
| 1 149 | 1 130 | 1 115 | 994  | 850  | 772  | 581  |